# Челинцев, Владимир Васильевич
Владимир Васильевич Челинцев (1877—1947) — советский химик-органик, доктор химических наук, профессор Московского и Саратовского университетов, член-корреспондент АН СССР. Заслуженный деятель науки РСФСР.

## Биография
Родился 10 (22) февраля 1877 года в Саратове. После окончания 1-й Саратовской гимназии поступил на физико-математический факультет Московского университета, который окончил в 1900 году и под руководством Н. Д. Зелинского защитил диплом, темой которого были «Азосоединения ароматического ряда». Был оставлен при университете на два года для подготовки к профессорскому званию. В 1903 году был утверждён сверхштатным лаборантом на кафедре органической и аналитической химии и начал вести практические занятия со студентами по количественному анализу. В это время вёл также практические занятия по количественному анализу и органической химии на Московских Высших женских курсах (с 1906 года фактически был руководителем лаборатории органической химии).
В 1905 году в заграничной командировке знакомился с химическими лабораториями и постановкой лабораторных работ в университетах Берлина, Галле, Лейпцига, Гейдельберга, Лозанны, Женевы и Лиона.
В марте 1909 года защитил в Московском университете магистерскую диссертацию на тему «Индивидуальные магнийорганические соединения и их превращения в оксониевые и аммониевые комплексы», в апреле стал приват-доцентом естественного отделения физико-математического факультета — на кафедре химии читал курс «Учение об атомности химических элементов». В июне 1910 года получил должность экстраординарного профессора на кафедре химии Саратовского университета, а в январе 1912 года был переведён на ту же должность в Московский университет. В июле 1918 года стал профессором Саратовского государственного университета и, создав кафедру органической химии, заведовал ею в течение 30 лет, до конца жизни. В 1933 году был избран членом-корреспондентом АН СССР. Умер 3 апреля 1947 года в Саратове.
Сын — химик Г. В. Челинцев (1905—1963).

## Научная деятельность
В самом начале своей научной деятельности занимался изучением магнийорганических соединениям. Во время работы над магистерской диссертацией он синтезировал разнообразные комплексы этих веществ, а также проводил исследования по определению теплот их образования и разложения. В 1906 году он установил, что в реакциях Гриньяра эфир является не простым растворителем, а катализатором образования алкилмагнийгалогенидов. В 1908 году, применив вместо эфира в качестве катализаторов третичные амины, он выделил индивидуальные магнийорганические соединения. Позже Челинцев распространил результаты работы на все классы органических веществ. Данные исследования позволили исправить используемые тогда формулы ряда комплексных оксониевых соединений и составить более полную и точную таблицу термохимических данных по отношению к высшим валентностям групп органических соединений.
Помимо этого Владимир Васильевич занимался изучением хлорофилла, в результате которого было выяснено, какое именно положение занимает магний в пиррольных кольцах, также Челинцев детальнее изучил природу четырёхкольчатой пиррольной группировки и процесс ассимиляции хлорофилла.
С 1930-х годов начал изучать фурановые соединения: получение алкоголей и кетонов фуранового ряда, продуктов конденсации фурфурола и др.
В 1911 году он провёл анализ древних зеркал и их фрагментов, найденных археологической экспедицией Саратовской учёной архивной комиссии и в 1913 году опубликовал в Саратове брошюру «Химический анализ бронзовых зеркал», в которой дал заключение об их возрасте.
В период 1935—1945 годов инициировал практическое использование волжских сланцев, битумов и природного газа.

## Награды
- орден Св. Станислава 2-й степени (1917)
- орден Св. Станислава 3-й степени (1913)
- Орден Трудового Красного знамени (4 ноября 1944) — за выдающиеся заслуги в деле подготовки специалистов для народного хозяйства и культурного строительства
- Орден Трудового Красного Знамени (10 июня 1945)
- Заслуженный деятель науки РСФСР (1935)

## Основные труды
- Индивидуальные магнийорганические соединения и их превращения в оксониевые и аммониевые комплексы. — М.: тип. Московского ун-та, 1908. — [4], 270, [1] с.
- Главнейшие моменты из истории развития пиррольных соединений. — М.: Лаб. орг. химии Московского ун-та, 1917. — 26 с.
- Органическая химия. Руководство для студентов университетов и специальных учебных заведений. — Саратов: Гос. изд-во, 1923. — 468 с.
- Контактно-каталитические процессы в области органических соединений и их приложение в технике (достижения и успехи за последние 25 лет). — Л.: Научное химико-технологическое изд-во. Научно-техническое управление ВСНХ, 1927. — 244 с.
- Органическая химия для техникумов. — Москва ; Ленинград: Огиз - Гос. науч.-техн. изд-во, 1931. — 208 с.
- Органические катализаторы. — М.: Изд-во АН СССР, 1939. — 176 с.
- Первые русские химики и основание первых русских химических школ. — Саратов: Саратовское обл. гос. изд., 1941. — 69 с.: ил.